# طیف‌سنجی تبدیل فوریه
طیف‌سنجی تبدیل فوریه یک تکنیک اندازه‌گیری است که به وسیلهٔ آن، بر اساس اندازه‌گیری همدوسی منبع تابشی، طیف بدست می‌آید. که در این عمل از اندازه‌گیری‌های قلمروی زمانی و فضایی تابش‌های الکترو مغناطیسی استفاده می‌شود. این عمل می‌تواند بر انواع مختلف طیف سنجی اعمال شود. شامل: طیف‌سنجی اپتیکی، طیف‌سنجی فروسرخ (FTIR, FT-NIRS)، تشدید مغناطیسی هسته‌ای (NMR) و تصویرسازی طیف‌سنجی تشدید مغناطیسی (MRSI) و طیف سنجی جرمی، طیف سنج تشدید اسپین الکترون. روش‌های متعددی برای اندازه گیری هم بستگی زمانی نور وجود دارد، مثل موج پیوستهٔ مایکلسون یا طیف سنجی تبدیل فوریه و طیف نگار تبدیل فوریهٔ پالسی (که حساس تر است و زمان نمونه برداری کمتری نسبت به تکنیک‌های متداول طیف سنجی دارد اما فقط در محیط آزمایشگاهی قابل استفاده‌است.)
عبارت طیف سنجی تبدیل فوریه نشان دهندهٔ این است که در همهٔ این روش‌ها برای تبدیل داده‌های خام به طیف واقعی تبدیل فوریه لازم است، و بر اساس نظریهٔ وینر-کنیچین است.

## اندازه‌گیری طیف نشری
یکی از وظایف اصلی طیف سنجی تشخیص دادن این است که در هر طول موج چه مقدار نور منتشر شده‌است. ساده‌ترین روش عبور دادن نور از یک تک‌فام‌ساز است. وسیله‌ای که تنها به یک طول موج اجازهٔ عبور می‌دهد و جلوی عبور بقیهٔ طول موج‌ها را می‌گیرد. سپس شدت در این تک طول موج اندازه گیری می‌شود، شدت اندازه گیری شده نشان دهندهٔ این است که چه مقدار نور در آن طول موج انتشار می‌یابد. با تغییر تک فام ساز در طول موج‌های متفاوت طیف کامل اندازه گیری می‌شود. این روش ساده بیان کنندهٔ عمل کرد طیف سنج‌ها است.
طیف سنجی تبدیل فوریه یک روش تقریباً غیر مستقیم برای بدست آوردن اطلاعاتی مشابه‌است. این روش به کل نور، شامل طول موج‌های مختلف، در یک زمان اجازهٔ عبور می‌دهد تا شدت کل نور اندازه گیری شود. سپس داده‌های دیگری مبنی بر این که موج شامل چه طول موج‌هایی است به رایانه داده می‌شود. این روند چندین بار تکرار می‌شود سپس کل داده‌ها به کامپیوتر داده می‌شود و بعد از کار کردن روی داده‌ها اطلاعاتی که هر طول موج شامل چه مقدار نور است بدست می‌آید.
برای اندازه گیری دقیق تر، بین نور و آشکار ساز یک چیدمان از چند آینه قرار می‌گیرد که به بعضی از طول موج‌ها اجازهٔ عبور می‌دهد و بقیه را مسدود می‌کند. با تغییر و جابجایی یکی از آینه‌ها به دسته‌ای دیگر از طول موج‌ها اجازهٔ عبور داده می‌شود و در نتیجه داده‌های دیگری به دست می‌آید.
همان طور که قبلاً ذکر شد یک فرایند رایانه‌ای نیاز است تا داده‌های خام (شدت نور برای هر مکان از آینه) را به نتایج مورد نیاز (شدت نور در هر طول موج) تبدیل کند. فرایند مورد نیاز یک الگوریتم خیلی متداول به نام تبدیل فوریه است. (به همین علت طیف سنجی تبدیل فوریه نامیده می‌شود.)

## اندازه‌گیری طیف جذبی
روش طیف سنجی تبدیل فوریه می‌تواند در طیف سنجی جذبی هم استفاده شود. یک نمونه از آن طیف سنجی فروسرخ است که روشی متداول در شیمی است.
به‌طور کلی هدف طیف سنجی جذبی سنجش میزان جذب نور عبوری در هر طول موج توسط نمونه‌است. هر چند طیف سنجی جذبی و نشری در اصل متفاوت هستند اما در عمل بسیار مشابه یکدیگرند. هر روش در طیف سنجی نشری درطیف سنجی جذبی هم می‌تواند استفاده شود. ابتدا طیف نشری یک لامپ با گسترهٔ طیفی وسیع اندازه گیری می‌شود (به آن طیف زمینه گفته می‌شود) سپس طیف نشری همان لامپ وقتی که از نمونه می‌گذرد اندازه گیری می‌شود (به آن طیف نمونه می گویند) نمونه قسمتی از نور را جذب می‌کند و باعث می‌شود طیف متفاوتی به دست آید. نسبت طیف نمونه به طیف زمینه را طیف جذبی می گویند.
بنابراین روش طیف سنجی تبدیل فوریه هم برای اندازه گیری طیف نشری (مثلاً طیف نشری یک ستاره) و هم طیف جذبی (مثلاً طیف جذبی یک مایع) کاربرد دارد.

### موج پیوستهٔ مایکلسون یا طیف نگار تبدیل فوریه
طیف نگار مایکلسون شبیه وسیله‌ای است که در آزمایش مایکلسون مورلی استفاده می‌شود. نور منبع توسط آینهٔ نیمه نقره اندود به دو نور تقسیم می‌شود که یکی از آینهٔ ثابت بازتاب می‌شود و دیگری از آینهٔ متحرک، که یک تاخیر زمانی ایجاد می‌کند. طیف سنج تبدیل فوریه دقیقاً همان تداخل سنج مایکلسون با یک آینهٔ متحرک است. نورها با هم تداخل می‌کنند و اجازه می‌دهند تا همبستگی زمانی نور برای هر تاخیر زمانی متفاوت اندازه گیری شود و قلمروی زمانی را به فضایی تبدیل می‌کند. با اندازه گیری سیگنال در مکان‌های مختلف آینه طیف می‌تواند توسط تبدیل فوریه از همبستگی زمانی به دست آید.

## استخراج طیف
شدت به صورت تابعی از اختلاف مسیر یا تاخیر، در تداخل سنج و عدد موج به صورت زیر است:
{\displaystyle I(p,{\tilde {\nu }})=I({\tilde {\nu }})[1+\cos(2\pi {\tilde {\nu }}p)]}
{\displaystyle I({\tilde {\nu }})} طیفی است که باید به دست آید. توجه کنید که لازم نیست {\displaystyle I({\tilde {\nu }})} توسط نمونه قبل از تداخل سنجی مدوله شود. در حقیقت در اکثر طیف نگارهای فرو سرخ نمونه بعد از تداخل سنجی در مسیر اپتیکی قرار می‌گیرد. شدت کل در آشکار ساز به صورت زیر است:
{\displaystyle I(p)=\int _{0}^{\infty }I(p,{\tilde {\nu }})d{\tilde {\nu }}=\int _{0}^{\infty }I({\tilde {\nu }})[1+\cos(2\pi {\tilde {\nu }}p)]d{\tilde {\nu }}.}
این فقط یک تبدیل فوریه‌است و معکوس آن نتیجهٔ مورد نظر را بر اساس {\displaystyle I(p)} به ما می‌دهد:
{\displaystyle I({\tilde {\nu }})=4\int _{0}^{\infty }[I(p)-{\tfrac {1}{2}}I(p=0)]\cos(2\pi {\tilde {\nu }}p)dp.}
تبدیل طیف از قلمروی زمانی به فرکانسی
{\displaystyle S(t)=\int _{-\infty }^{\infty }I(\nu )e^{-i\nu 2\pi t}\,d\nu }
جمع روی همهٔ توزیع فرکانس است تا سیگنال (S(t در زمان به دست آید.
{\displaystyle I(\nu )=\int _{-\infty }^{\infty }S(t)e^{i\nu 2\pi t}dt}
{\displaystyle e^{ix}=\cos x+i\sin x\!}